# برزنیک
برزنیک شهری در استان پرنیک کشور بلغارستان است که جمعیت آن در سال ۲۰۰۱ میلادی ۴٬۳۹۴ نفر بوده‌است.

## نگارخانه

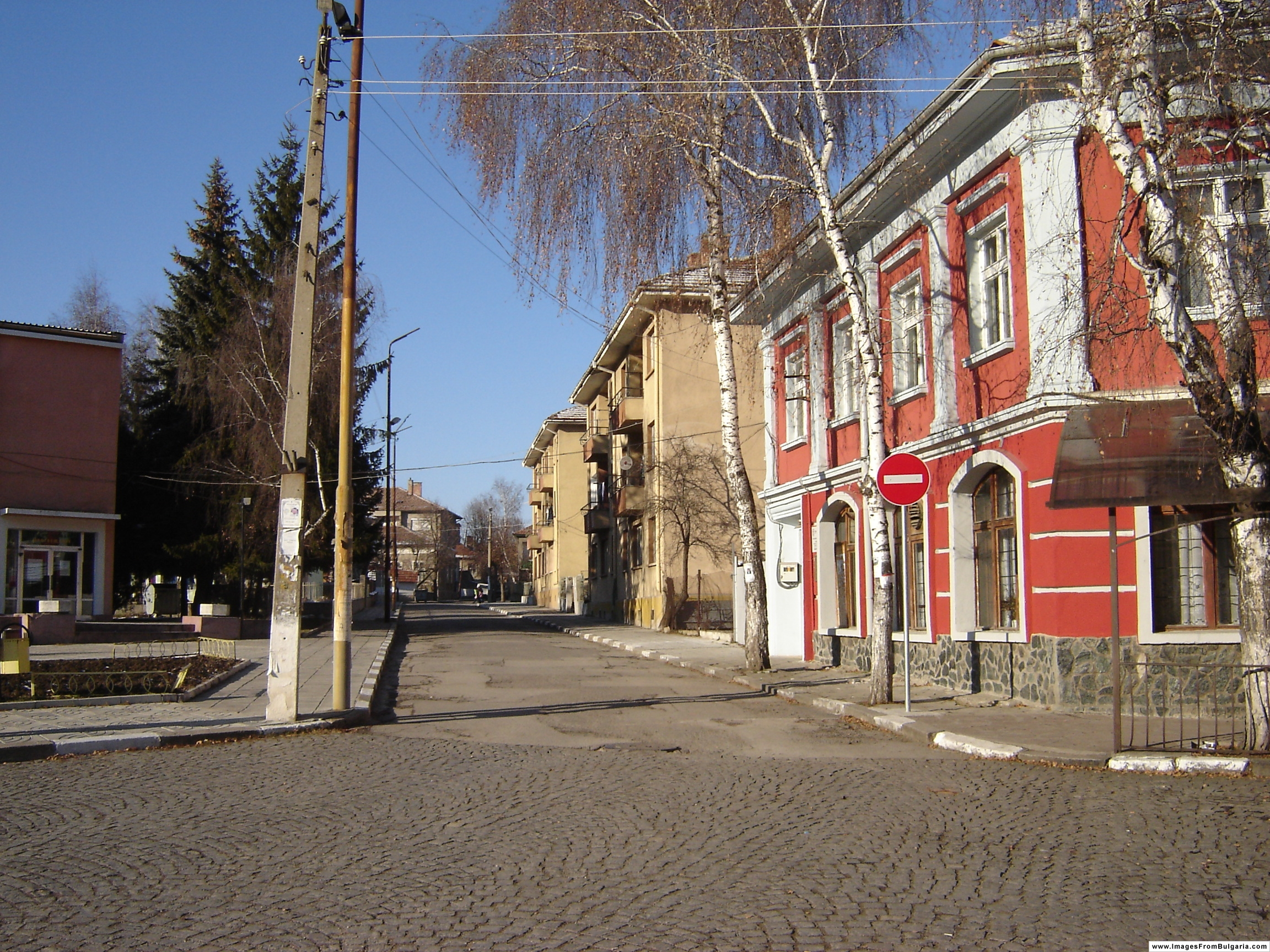
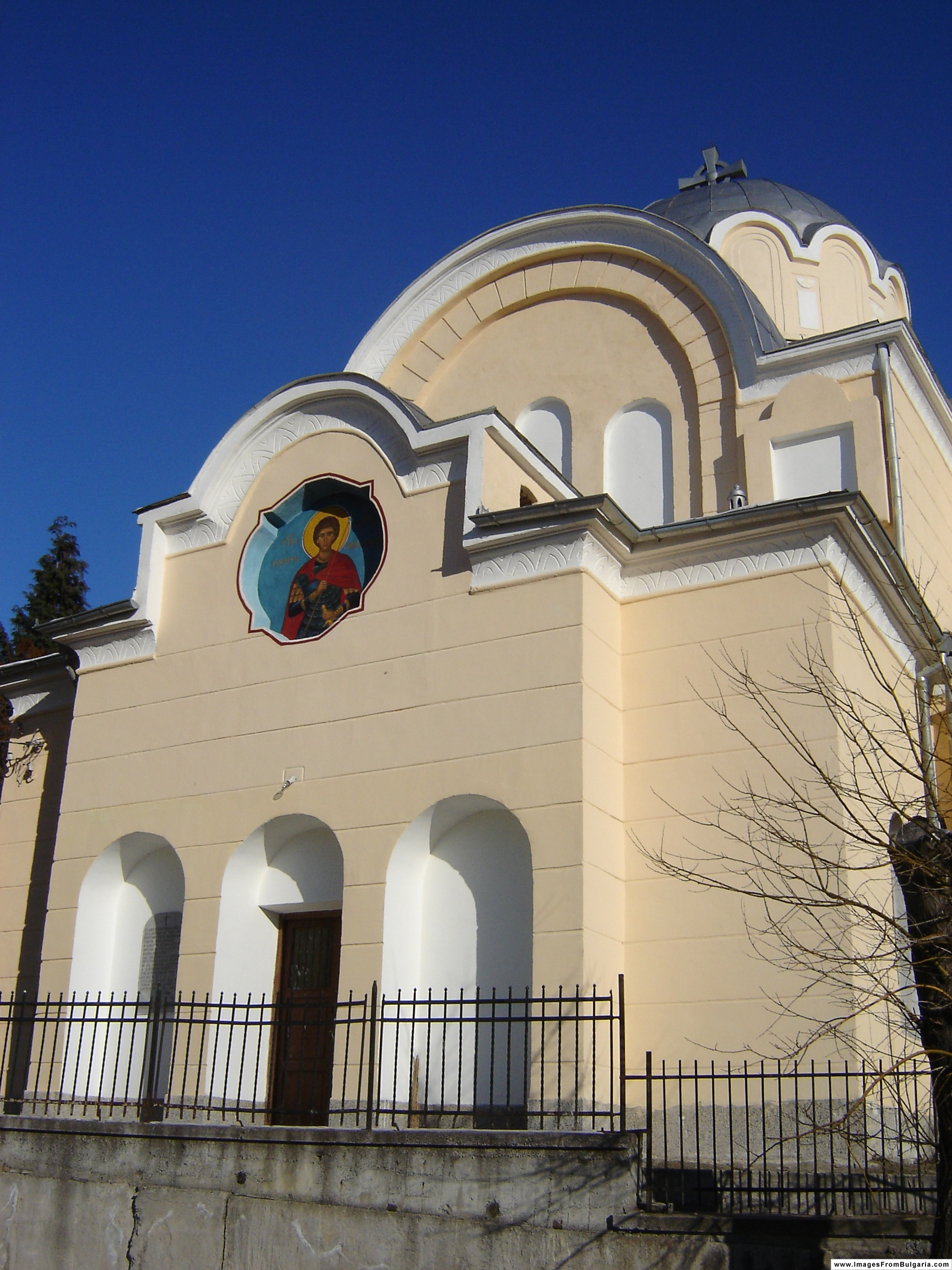
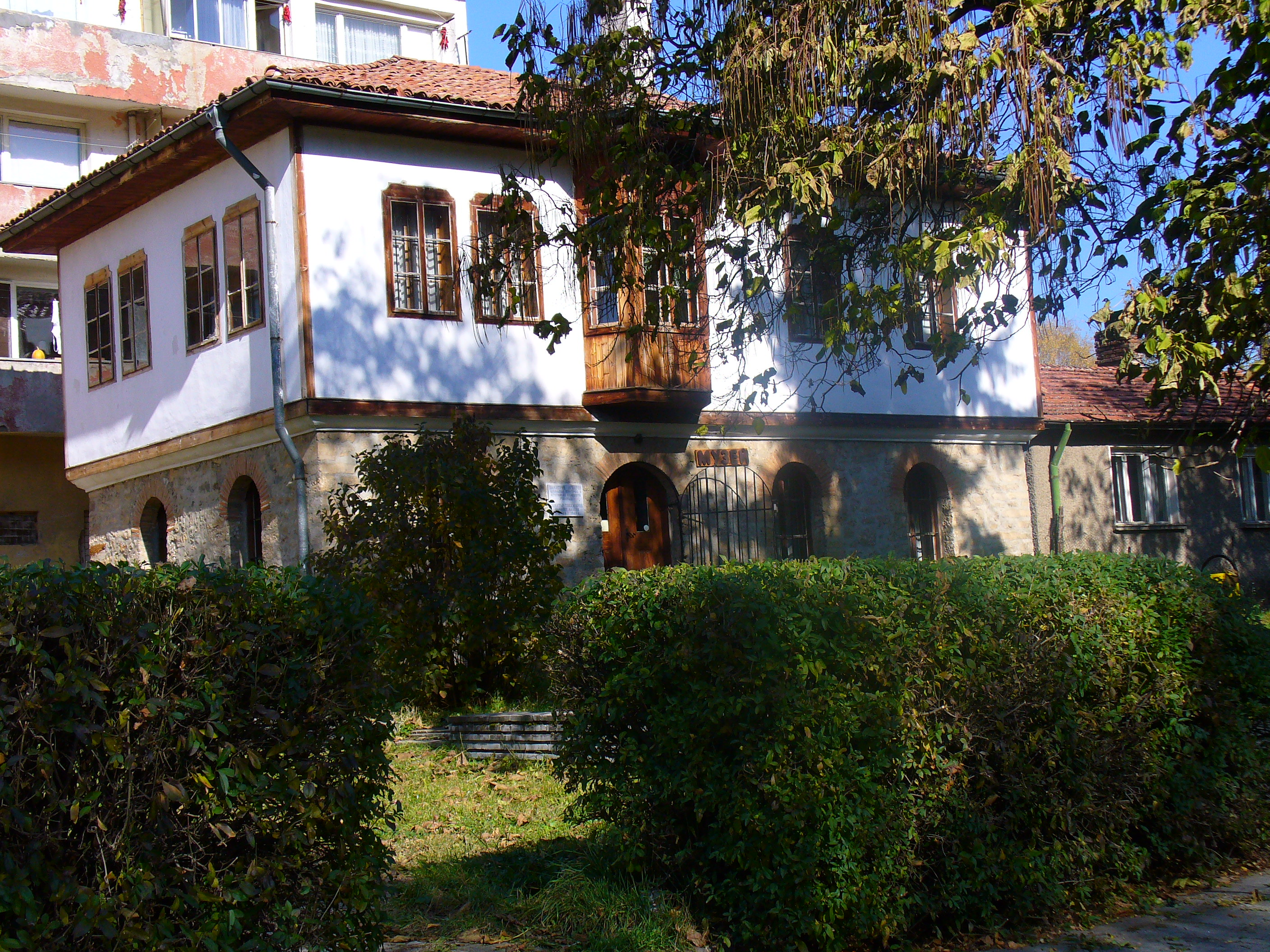